# 保羅·仲宗根
保罗·幹·仲宗根（英語：Paul Miki Nakasone，1963年11月19日—:2），美国陆军上将退役，第三代日裔美國人，出身自沖繩縣的仲宗根家族。仲宗根上將曾一肩挑三职，身兼美国国家安全局局长、美国中央安全局局长和美国网战司令部司令。

## 早年生活
仲宗根上将出生于明尼苏达州圣保罗，祖父仲宗根松吉與祖母均出身自沖繩縣中頭郡美里村。父亲埃德温·仲宗根（Edwin M. Nakasone）是第二代日裔美国人，也在美国陆军服役，司职军事情报官，以上校军衔退役。仲宗根在白熊湖边长大，就读白熊湖中学。1986年，仲宗根从圣约翰大学毕业，通过预备役军官团获得军官委任。

## 军旅生涯
仲宗根上将是一位资深情报军官，在陆军连、营、旅、师、军等各级部队都担任过情报参谋工作，也曾在各级陆军情报部队当过主官，并在韩国、阿富汗、伊拉克等海外地区服役，包括参战。仲宗根曾在驻阿富汗国际援助部队当情报处长，在联合参谋部两度任职，包括在战略规划部下属的跨区域政策处当副处长。2015年4月，仲宗根晋升少将担任网战特遣队司令，2016年10月晋升中将担任陆军网战司令部司令，2018年5月晋升上将任现职。

## 荣誉

### 外国勋章奖章
- 功绩奖章（军事）（英语：Pingat Jasa Gemilang (Tentera)）（新加坡，2023年3月22日颁发[7]）
- 旭日大绶章（日本，2024年11月3日公布[8]）